# D mezon
D mezoni su najlakše čestice koje sadrže čarobne kvarkove. Najčešće se koriste radi proučavanja slabe nukleane sile. Prije 1986. Čudni D mezoni (Ds) bili su znani kao "F mezoni".

## Pregled
D mezoni su otkriveni 1976. u akceleratoru čestica prve vrste na Stanford Linear Accelerator Centeru.
S obzirom na to da su D mezoni najlakši mezoni koji sadrže jedan čarobni kvark (ili antikvark), kako bi se raspali, moraju (anti)kvark pretvoriti u neki drugi (anti)kvark. Takvi prijelazi krše unutrašnji čarobni kvantni broj, pa se mogu događati samo u prisutstvu slabe nukleane sile. Kod D mezona, čarobni kvark se najčešće mijenja u čudni kvark putem izmjene W bozona, pa se D meson najčešće raspada na pion i kaon.
U studenom 2011., CERN je primijetio direktno kršenje (zakona) pariteta naboja kod raspada neutralnog D mezona, vjerojatno izvan Standardnog modela.  Ovo se i prije događalo kod pokusa koje su provodili CDF, Belle, and BaBAR.